# ویر (ناحیه ژدار ناد سازاوو)
ویر (به چکی: Vír) یک منطقهٔ مسکونی در جمهوری چک است که در ناحیه ژدار ناد سازاووو واقع شده‌است. ویر ۵٫۳۱ کیلومتر مربع مساحت و ۷۱۶ نفر جمعیت دارد و ۳۸۴ متر بالاتر از سطح دریا واقع شده‌است.